# 4-(4-iodo-1H-pirazol-1-il)piperidina
4-(4-Iodo-1H-pirazol-1-il)piperidina é um composto químico de fórmula  C8H12IN3, massa molecular de 277,105408, classificado com o ChemSpider ID: 26498960 e MDL Number MFCD16622252. É um intermediário chave na síntese de Crizotinib. Apresenta ponto de ebulição de 353,5±32,0°C a 760 mmHg e densidade de 2.0±0.1 g/cm3.
É obtível por uma síntese em três etapas que inclui substituição eletrofílica de 4-cloropiridina com pirazol, seguida por hidrogenação parcial da piridina e subsequente iodação do pirazol.